# 石坂洋次郎文学記念館
石坂洋次郎文学記念館（いしざかようじろうぶんがくきねんかん、英語: Yojiro Ishizaka Memorial Hall）は、秋田県横手市幸町にある石坂洋次郎の記念館。1988年に開館した。

## 概要
1988年（昭和63年）2月13日開館。石坂洋次郎が1926年（大正15年）から1938年（昭和13年）まで13年間教員を勤めた横手に、昭和初期の町家と土蔵をイメージして作られ、当時の資料を中心に展示している。
2016年（平成28年）に吉永小百合が個人的に訪れ、サインや、石坂洋次郎と撮影した当時の写真などを提供した。

## 利用案内
- 所在地：〒013-0005 秋田県横手市幸町2-10[1]
- 開館時間：9:00 - 16:30[1]
- 休館日：毎週月曜日・祝日の翌日・年末年始（12月29日 - 1月3日）[1]
- 入館料：一般100円、中学生以下無料[1]
※石坂洋次郎文学記念館、かまくら館、後三年合戦金沢資料館、横手公園展望台の4館共通入場券で、発行日当日限り有効。[1]

## アクセス
自動車
E46 秋田自動車道 / E13 東北中央自動車道 横手ICから約15分
バス
羽後交通 横手バスターミナルから乗車、幸町バス停下車、徒歩で約1分
鉄道
東日本旅客鉄道（JR東日本） 奥羽本線・北上線 横手駅から徒歩約30分